# 陳鍾埰
陳 鍾埰（チン・ジョンチェ、朝鮮語: 진종채、1923年11月21日 - 1998年3月27日）は、大韓民国の陸軍軍人（陸軍大将）、実業家。本貫は驪陽陳氏。

## 経歴
日本統治時代の慶尚北道迎日郡に生まれた。大邱師範学校、陸軍士官学校卒業（8期）。朝鮮戦争中は金鐘五の専属副官を務め 、1953年に第20師団第61連隊第12大隊長。
休戦後は1964年に第3師団23連隊長、1969年に第8師団長を務めたのち、初代陸軍情報司令官として対北活動を指揮。首都警備司令官、国軍保安司令官を歴任し、陸軍大将昇進とともに第2軍司令官。
予備役編入後は鎮海化学社長。
1998年3月27日に死去。国立大田顕忠院に埋葬された。